# Dave Baez
Dave Baez (New Bedford, 26 giugno 1971) è un attore statunitense.

## Biografia
Baez nasce a New Bedford, Massachusetts. Nel 2004 viene nominato tra i 25 ragazzi più belli di Spagna.

## Filmografia

### Cinema
- Colpo di stadio (Golpe de estadio), regia di Sergio Cabrera (1998)
- Casa de los babys, regia di John Sayles (2003)
- Il corvo - Preghiera maledetta (The Crow: Wicked Prayer), regia di Lance Mungia (2005)
- Soil, regia di Yuval Hadadi - cortometraggio (2005)
- 9/Tenths, regia di Bob Degus (2006)
- LA Blues, regia di Ian Gurvitz (2007)
- On the Doll, regia di Thomas Mignone (2007)
- Level 26: Dark Revelations, regia di Joshua Caldwell (2011)

### Televisione
- Miss Match - serie TV, 5 episodi (2003) - Ramon Vasquez
- Second Time Around - serie TV, episodio 1x09 (2004)
- All of Us - serie TV, episodio 2x17 (2005)
- Las Vegas - serie TV, episodio 3x05-06 (2005)
- Dexter - serie TV, 5 episodi (2007) - Gabriel Bosque
- Il tempo della nostra vita (Days of Our Lives) - soap, 4 episodi (2011) - Francisco
- The Secret Circle - serie TV, episodio 1x03 (2011)
- The Mentalist - serie TV, episodio 4x23 (2012)